# Villers-Saint-Frambourg-Ognon
Villers-Saint-Frambourg-Ognon ist eine französische Gemeinde mit 724 Einwohnern (Stand: 1. Januar 2022) im Département Oise in der Region Hauts-de-France. Sie gehört zum Arrondissement Senlis und zum Kanton Pont-Sainte-Maxence.
Sie entstand als Commune nouvelle mit Wirkung vom 1. Januar 2019 durch die Zusammenlegung der bisherigen Gemeinden Villers-Saint-Frambourg und Ognon, die in der neuen Gemeinde den Status einer Commune déléguée haben. Der Verwaltungssitz befindet sich im Ort Villers-Saint-Frambourg.

## Gliederung
| Ortsteil                                  | ehemaliger INSEE-Code | Fläche (km²) | Einwohnerzahl zum 1. Januar 2019 |
| ----------------------------------------- | --------------------- | ------------ | -------------------------------- |
| Villers-Saint-Frambourg (Verwaltungssitz) | 60682                 | 9,72         | 551                              |
| Ognon                                     | 60475                 | 4,82         | 157                              |

## Geographie
Die Gemeinde liegt rund zwölf Kilometer östlich von Creil im Regionalen Naturpark Oise-Pays de France. Im Süden tangiert der Fluss Aunette das Gemeindegebiet. Hier verläuft auch die Autobahn A1. Nachbargemeinden sind: Pontpoint im Norden, Villeneuve-sur-Verberie im Nordosten, Brasseuse im Osten, Barbery im Südosten, Chamant im Süden, Fleurines im Westen und Pont-Sainte-Maxence im Nordwesten.

## Sehenswürdigkeiten
Siehe: Liste der Monuments historiques in Villers-Saint-Frambourg-Ognon